# یعقوبی (ناحیه سوابی)
یعقوبی (به انگلیسی: Yaqubi) یک شهر در پاکستان است که در خیبر پختونخوا واقع شده‌است.